# Robin Juhkental
Robin Juhkental (ur. 20 maja 1988 w Tallinnie) – estoński wokalista, założyciel zespołu Malcolm Lincoln.
Pochodzi z Tallinna, gdzie studiował inżynierię drogową na Tallińskim Uniwersytecie Nauk Stosowanych. W 2009 roku wziął udział w telewizyjnym programie rozrywkowym Eesti otsib superstaari, poszukującym ludzi uzdolnionych wokalnych. Jak przyznał w jednym z wywiadów, nigdy nie uczęszczał na lekcje śpiewu.
W tym samym roku założył zespół Malcolm Lincoln, z którym rok później reprezentował Estonię podczas 55. Konkursu Piosenki Eurowizji, wygrywając finał krajowych eliminacji Eesti Laul 2010 z utworem „Siren”. Zespół wystąpił 25 maja w pierwszym półfinale Konkursu jako trzeci w kolejności. Formacja nie zakwalifikowała się do finału konkursu, zajmując ostatecznie 14. miejsce w koncercie półfinałowym. Podczas występu towarzyszył mu kwartet wokalny Manpower 4. W tym samym roku wraz z zespołem wydał swój debiutancki album studyjny, zatytułowany Loaded with Zoul, którego został także producentem.